# Шумовое загрязнение от воздушных судов
Шумовое загрязнение воздушных судов относится к шуму, производимому воздушными судами в полете, который был связан с несколькими негативными последствиями для здоровья, вызванными стрессом, от нарушений сна до сердечно-сосудистых заболеваний. Правительства ввели широкие меры контроля, которые применяются к авиаконструкторам, производителям и операторам, что привело к совершенствованию процедур и сокращению шумового воздействия.
Шумовое загрязнение делится на три категории:
- Механический шум — вращение деталей двигателя, наиболее заметное при достижении лопастями вентилятора сверхзвуковых скоростей.
- Аэродинамический шум — от воздушного потока вокруг поверхностей самолета, особенно при полете на низкой высоте на высоких скоростях.
- Шум от систем самолета — систем наддува и кондиционирования кабины, а также вспомогательных силовых агрегатов.

## Механизмы производства звука
Авиационный шум создаётся на всех этапах работы самолёта. На земле во время стоянки, например, вспомогательными силовыми установками; во время руления; при разгоне от пропеллера и выхлопных газов реактивных двигателей; во время взлета, полета или посадки. Движущийся летательный аппарат, включающий реактивный двигатель или пропеллер, вызывает сжатие и разрежение воздуха, вызывая движение молекул воздуха. Это движение распространяется по воздуху в виде волн давления. Если эти волны давления достаточно сильны и находятся в пределах слышимого частотного спектра, слышен звук. Различные типы самолетов имеют разные уровни шума и частоты. Шум исходит от трех основных источников:
- Двигатель и другие механические шумы;
- Аэродинамический шум;
- Шум от систем самолета.

### Двигатель и другие механические шумы
Большая часть шума в винтовых самолетах в равной степени исходит от винтов и аэродинамики. Шум вертолета — это аэродинамически индуцированный шум от главного и хвостового винтов и механически индуцированный шум от главной коробки передач и различных цепей передачи. Механические источники создают узкополосные пики высокой интенсивности, связанные со скоростью вращения и движением движущихся частей. В терминах компьютерного моделирования шум от движущегося самолета можно рассматривать как линейный источник.
Авиационные газотурбинные двигатели (реактивные двигатели) ответственны за большую часть шума самолета во время взлета и набора высоты, такого как шум бензопилы, создаваемый, когда кончики лопастей вентилятора достигают сверхзвуковых скоростей. Однако с развитием технологий снижения шума — корпус летательного аппарата, как правило, более шумный во время посадки.
Большая часть шума двигателя обусловлена шумом реактивных двигателей, хотя турбовентиляторы с высоким коэффициентом перепуска имеют значительный шум вентилятора. Высокоскоростная струя, выходящая из задней части двигателя, обладает присущей ей нестабильностью сдвигового слоя (если он недостаточно толстый) и скатывается в кольцевые вихри. Позже это переходит в турбулентность. Уровень звукового давления, связанный с шумом двигателя, пропорционален скорости реактивной струи (высокой мощности). Поэтому даже незначительное снижение скорости выхлопа приведет к значительному снижению шума реактивной струи.

### Аэродинамический шум
Аэродинамический шум возникает из-за воздушного потока вокруг фюзеляжа самолета и поверхностей управления. Этот тип шума увеличивается со скоростью самолета, а также на малых высотах из-за плотности воздуха. Реактивные самолеты создают сильный шум от аэродинамики. Низколетящие, высокоскоростные военные самолеты производят особенно громкий аэродинамический шум.
Форма носа, лобового стекла или фонаря самолета влияет на производимый звук. Большая часть шума винтового самолета имеет аэродинамическое происхождение из-за потока воздуха вокруг лопастей. Основной и хвостовой винты вертолета также создают аэродинамический шум. Этот тип аэродинамического шума в основном низкочастотный, определяемый частотой вращения ротора.
Обычно шум возникает, когда поток проходит мимо объекта на самолете, например, крыльев или шасси. В целом существует два основных типа шума корпуса воздушного судна:
- Шум блефового тела — переменный вихрь, исходящий с обеих сторон блефового тела, создает области низкого давления (в центре вихрей), которые проявляются в виде волн давления (или звука). Разделенный поток вокруг тела обрыва довольно нестабилен, и поток «сворачивается» в кольцевые вихри, которые позже распадаются, создавая турбулентность.
- Краевой шум — когда турбулентный поток проходит через конец объекта или зазоры в конструкции (зазоры между устройствами высокого подъема), связанные с этим колебания давления слышны, когда звук распространяется от края объекта (радиально вниз)[5].

### Шум от систем самолета
Системы наддува и кондиционирования кабины и салона часто являются основным источником шума в кабинах как гражданских, так и военных самолетов. Однако одним из наиболее значительных источников шума в салоне коммерческих реактивных самолетов, помимо двигателей, является Вспомогательная силовая установка (ВСУ), бортовой электрический генератор, используемый в самолетах для запуска основных двигателей, обычно со сжатым воздухом, и для обеспечения электроэнергии, пока самолет находится на земле. Другие внутренние авиационные системы также могут внести свой вклад, например, специализированное электронное оборудование в некоторых военных самолетах.

## Последствия для здоровья
Авиационные двигатели являются основным источником шума и могут превышать 140 децибел (дБ) во время взлета. Во время полета основными источниками шума являются двигатели и высокоскоростная турбулентность над фюзеляжем.
Повышенный уровень шума имеет последствия для здоровья. Повышенный уровень шума на рабочем месте или другой шум может вызвать нарушение слуха, гипертонию, коронарную недостаточность, раздражение, нарушение сна и снижение успеваемости. Хотя некоторая потеря слуха происходит естественным образом с возрастом, во многих развитых странах воздействие шума достаточно для ухудшения слуха в течение всей жизни. Повышенный уровень шума может создавать стресс, повышать уровень несчастных случаев на производстве и стимулировать агрессию и другие антисоциальные формы поведения. Шум в аэропорту связан с высоким кровяным давлением. Авиационный шум увеличивает риск сердечных приступов.

### Немецкое экологическое исследование
Крупномасштабный статистический анализ воздействия авиационного шума на здоровье был проведен в конце 2000-х годов Бернхардом Грейзером для Umweltbundesamt, центрального экологического управления Германии. Данные о состоянии здоровья более миллиона жителей Кельнского аэропорта были проанализированы на предмет влияния на здоровье, коррелирующего с авиационным шумом. Затем результаты были скорректированы с учетом других шумовых воздействий в жилых районах и социально-экономических факторов, чтобы уменьшить возможное искажение данных.
Немецкое исследование показало, что авиационный шум явно и значительно ухудшает здоровье. Например, среднесуточный уровень звукового давления в 60 децибел увеличивает ишемическую болезнь сердца на 61 % у мужчин и на 80 % у женщин. Как еще один показатель, средний уровень звукового давления в ночное время, равный 55 децибелам, увеличивал риск сердечных приступов на 66 % у мужчин и на 139 % у женщин. Однако статистически значимые последствия для здоровья начались уже при среднем уровне звукового давления 40 децибел.

### Рекомендации FAA
Федеральное управление гражданской авиации (FAA) регулирует максимальный уровень шума, который могут издавать отдельные гражданские самолеты, требуя, чтобы самолеты соответствовали определенным стандартам сертификации шума. Эти стандарты обозначают изменения требований к максимальному уровню шума обозначением «этап». Стандарты шума США определены в Кодексе федеральных правил (CFR), Раздел 14, Часть 36 — Стандарты шума: Сертификация типа воздушного судна и летной годности (14 CFR, часть 36). FAA утверждает, что максимальный средний уровень звука днем и ночью 65 дБ несовместим с жилыми районами. Общины в пострадавших районах могут иметь право на смягчение последствий, таких как звукоизоляция.

### Шум в салоне
Авиационный шум также влияет на людей, находящихся в самолете: экипаж и пассажиров. Шум в кабине может быть изучен для решения проблемы профессионального воздействия, а также здоровья и безопасности пилотов и бортпроводников. В 1998 году 64 пилота коммерческих авиакомпаний были опрошены по поводу потери слуха и звона в ушах. В 1999 году NIOSH провел несколько обследований шума и оценок опасности для здоровья и обнаружил, что уровни шума превышают рекомендуемый предел воздействия в 85 децибел, взвешенных по шкале A, в течение 8 часов. В 2006 году уровни шума внутри Airbus A321 во время круиза были зарегистрированы примерно на уровне 78 дБ(A), и во время руления, когда двигатели самолета производят минимальную тягу, уровни шума в салоне были зарегистрированы на уровне 65 дБ(A). В 2008 году, исследование бортпроводников шведских авиалиний показало, что средний уровень звука составляет 78-84 дБ(А) при максимальной экспозиции, взвешенной по шкале А, 114 дБ, но не выявило серьезных сдвигов порога слуха. В 2018 году исследование уровней звука, измеренных на 200 рейсах, представляющих шесть групп самолетов, показало, что усреднённый уровень шума составляет 83,5 дБ(А), при этом уровни достигают 110 дБ(А) на некоторых рейсах, но только на 4,5 % превышают рекомендуемый NIOSH 8-часовой TWA 85 дБ(А).

### Когнитивные эффекты
Было показано, что имитированный авиационный шум на уровне 65 дБ(А) отрицательно влияет на память людей и запоминание слуховой информации. В одном исследовании, сравнивающем влияние авиационного шума с воздействием алкоголя на когнитивные функции, было обнаружено, что имитированный авиационный шум на уровне 65 дБ(А) оказал такое же влияние на способность людей запоминать слуховую информацию, как и опьянение при уровне концентрации алкоголя в крови (BAC) 0,10. Коэффициент BAC, равный 0,10, вдвое превышает установленный законом предел, необходимый для эксплуатации автотранспортного средства во многих развитых странах.